# Kruithofcurve

De kruithofcurve, met een voorbeeld-lichtbron, D65 (daglicht), in het aangename gebied.

De kruithofcurve, genoemd naar de Nederlandse fysicus Arie Andries Kruithof, beschrijft het verband tussen de verlichtingssterkte en de kleurtemperatuur van als „aangenaam” ervaren lichtbronnen.
De kleurwaarneming van een gegeven lichtmengsel kan afhangen van de absolute lichtstroom, doordat zowel de staafjes als de kegeltjes in het netvlies tegelijk actief zijn, zij elk hun eigen kleurgevoeligheidskromme hebben en de staafjes bij afnemende helderheid de taak van de kegeltjes geleidelijk overnemen. Dat betekent bijvoorbeeld dat licht met een kleurtemperatuur van 6000 K bij een sterke luminantie wit kan lijken, maar bij een lage luminantie blauwachtig kan lijken. Onder dezelfde lage luminantie-omstandigheden kan het nodig zijn de kleurtemperatuur bij te stellen tot bijvoorbeeld 4700 K om het licht weer wit te laten lijken. Dit effect leidt tot een verandering in de kleurweergave-index afhankelijk van het absolute verlichtingsniveau, hetgeen kan worden samengevat in de empirische kruithofcurve.
Naarmate de helderheid van het object afneemt, zal de helderheid van de rode tinten sneller afnemen dan die van de blauwe tinten. Dit staat bekend als het zogenaamde Purkinje-effect.